# Lua Blanco
Lua Blanco (sinh ngày 5 tháng 3 năm 1987) là nữ diễn viên, ca sĩ kiêm sáng tác nhạc, người mẫu và dẫn chương trình truyền hình người Brasil.
Blanco được khán giả biết đến qua nhiều vai diễn trong các phim truyền hình và điện ảnh khác nhau. Cô gặt hái thành công với vai diễn trong phim telenovela có tên Rebelde. Về âm nhạc, cô nổi tiếng với tư cách là một thành viên của ban nhạc Rebeldes. Nhóm này đã từng có một album được chứng nhận vàng, hai album bạch kim và một album hai lần bạch kim trong sự nghiệp. Các thành viên trong nhóm gồm có: Arthur Aguiar, Chay Suede, Micael Borges, Mel Fronckowiak và Sophia Abrahão. Lua đã trình diễn ở hơn 90 chương trình trong vòng ba năm với nhóm, với tổng số khoảng 1,2 triệu lượt khán giả theo dõi ở Brasil.

## Thời thơ ấu
Lua Blanco lớn lên trong một gia đình giàu truyền thống âm nhạc, cô là con gái của ca sĩ Billy Blanco Junior và nhạc sĩ kiêm giáo viên tiếng Anh Maria Claudia Blanco. Cô cũng là cháu gái của Billy Blanco, một nghệ sĩ dòng nhạc bossa nova nổi tiếng. Blanco sinh ra tại thành phố São Paulo và hiện đang sống tại Rio de Janeiro. Cô có một anh trai là Pedro Sol, dưới cô là các em: Ana Terra, Estrela, Daniel và Marisol. Cô và các anh chị em đều được mẹ dạy học tại nhà bằng tiếng Anh và tiếng Bồ Đào Nha. Gia đình cô chuyển nhà thường xuyên và đã từng định cư ở Peru trong khoảng thời gian hai năm. Từ nhỏ, các anh chị em cô đã được tiếp xúc với âm nhạc cũng như tham gia các hoạt động nghệ thuật xã hội. Blanco cùng các anh em từng thu âm một album lấy tiêu đề O Trem do Arco-Íris (tạm dịch: Con tàu cầu vồng), bao gồm các bài hát thiếu nhi bằng cả tiếng Bồ Đào Nhà và tiếng Anh.